# Сейшелска белоочка
Сейшелската белоочка (Zosterops modestus) е вид птица от семейство Белоочкови (Zosteropidae). Видът е застрашен от изчезване.

## Разпространение
Видът е разпространен в Сейшелите.